# Aizawl
Aizawl [ˈaɪ̯.ˈzɔːl] ( escolteu-ho), antigament romanitzat com Aijal) és la capital de l'estat de Mizoram. Va ser establert oficialment el 25 de febrer de 1890 com Fort Aijal durant el domini britànic. Amb una població de 293.416 habitants, és la ciutat més gran de l'estat. També és el centre de l'administració que conté totes les oficines governamentals importants, és a dir, la Casa de l'Assemblea i la secretaria civil de l'estat.

## Història
El 1871–72, la conducta desordenada de Khalkom, un cap mizo, va obligar els britànics a establir un lloc avançat que més tard es va convertir en el poble d'Aizawl. El lloc l'havia establert Suakpuilala, el cap de Reiek i només es trobava a 14 quilòmetres de Sairang des d'on es podia viatjar amb un vaixell de fons pla. El 1890, l'oficial Dally de la policia d'Assam i els seus 400 homes van arribar a Aizawl per donar suport a les tropes del coronel Skinner durant una operació militar britànica contra les tribus Mizo. Per recomanació de Dally, Aizawl va ser seleccionat com el lloc d'un lloc fortificat que el coronel Skinner havia rebut l'ordre de construir. Les tropes van construir pals i edificis al lloc.
La Força Aèria de l'Índia va dur a terme atacs aeris a la ciutat durant l’aixecament del Front Nacional Mizo de març de 1966, després del qual l’MNF es va retirar a Lunglei.

## Geografia
Aizawl es troba al nord del Tròpic de Càncer a la part nord de Mizoram. Està situat en una carena a 1.132 metres sobre el nivell del mar, amb la vall del riu Tlawng a l'oest i la vall del riu Tuirial a l'est.

## Administració Cívica

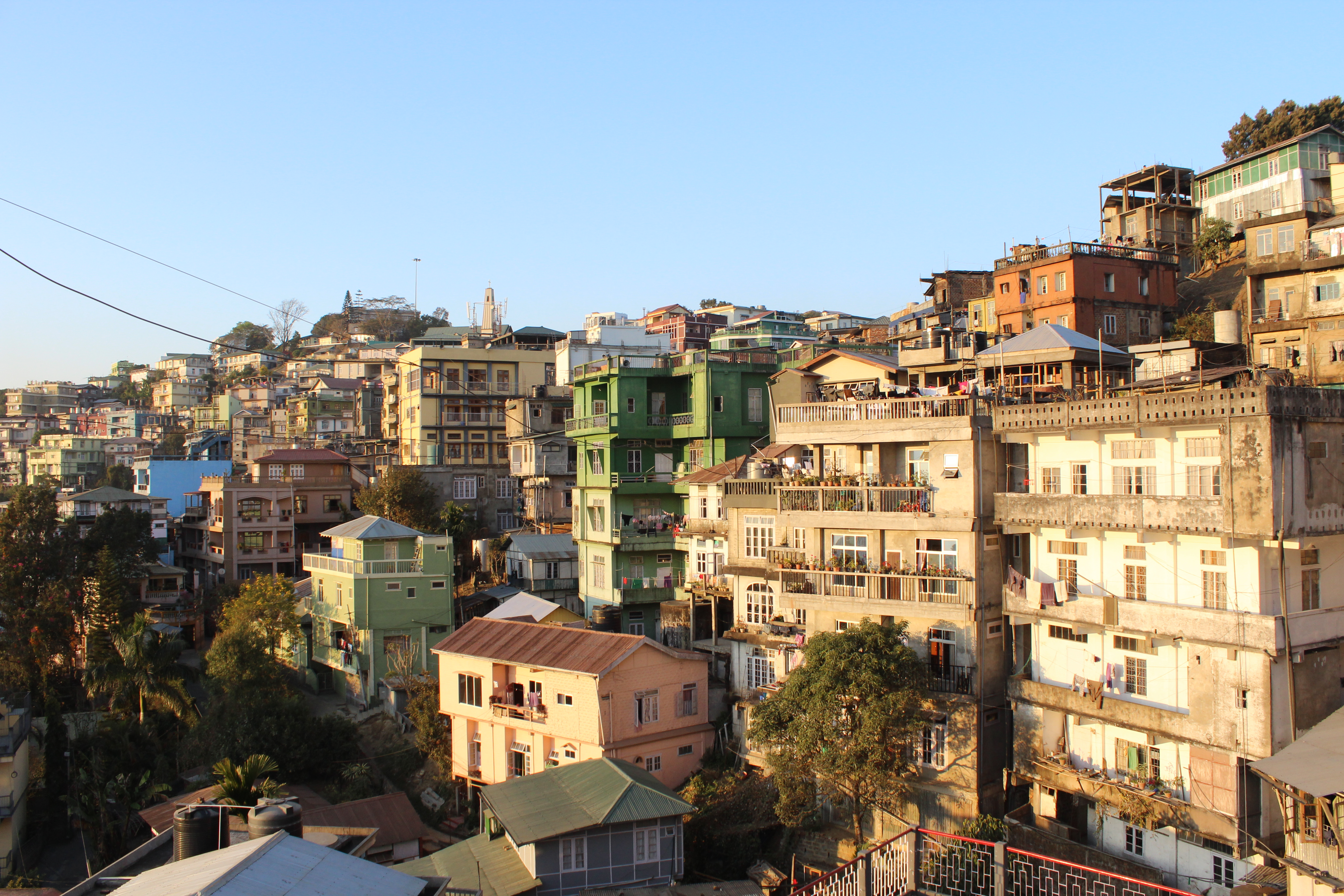
Aizawl city

La Corporació Municipal d'Aizawl és l'autoritat de l'administració cívica de la ciutat d'Aizawl. Es va formar el 2010 amb 19 membres quan la coalició del partit Congrés-ZNP va ser votada al poder a l'assemblea legislativa estatal. L'oficina de l'AMC està sent administrada per un president del consell, un vicepresident i tres membres executius. Està format per 19 membres electes que representen 19 barris de la ciutat i altres nomenats pel governador de Mizoram. Un terç del total de socis està reservat a dones, aquests sis escons s'han d'alternar cada cinc anys. El mandat del consell és de cinc anys. Hi ha un Comitè de Barri a cada barri que consta d'un president, que és un conseller electe d'aquest barri, i dos membres cadascun de tot el consell local del barri. Hi ha 78 ajuntaments amb un mandat de cinc anys.

## Demografia
A partir de 1910, hi havia 777 efectius de l'exèrcit a Aizawl de diferents parts del nord de l'Índia i del Nepal. Els gurkhas es van establir finalment a Aizawl.
| 2011    |
| 293.416 |

Segons el cens de l'Índia de 2011, Aizawl tenia 293.416 habitants. Les dones constitueixen el 50,61% de la població i els homes el 49,39% restant. Els mizos de diverses tribus constitueixen la majoria de la població. El cristianisme forma la majoria de la població de la ciutat al voltant del 93,63%. Altres religions minoritàries inclouen hinduisme 4,14%, islam 1,52%, budisme 0,45%, altres 0,09%, sikhisme 0,03% i jainisme 0,02%. i el 0,11% dels pobles no declaraven la seva religió.

## Clima
Aizawl té un clima subtropical suau per la seva ubicació i elevació. Segons la classificació climàtica de Köppen, Aizawl presenta un clima subtropical humit (Cwa). A l'estiu, les temperatures són moderadament càlides, amb una mitjana d'uns 20-30 °C. A l'hivern, les temperatures diürnes són més fresques en comparació amb la resta de l'any, amb una mitjana d’11-21 °C.